# ديدانوسين
ديدانوسين ('ddI، DDI)، المسوق تحت الاسم التجاري (فيدكس)، و هو دواء يستخدم لعلاج فيروس نقص المناعة البشرية / الإيدز.  و يتم استخدامه بالاشتراك مع أدوية أخرى كجزء من العلاج المضاد للفيروسات . وهو من فئة المانع ترانسكريبتيز العكسي.
يتم وصف ديدانوزين لأول مرة في عام 1975 وتمت الموافقة على استخدامه في الولايات المتحدة في عام 1991.  وهو على قائمة الأدوية الأساسية لمنظمة الصحة العالمية، قائمة بأهم الأدوية اللازمة في النظام الصحي الأساسي. 

## الآثار الجانبية
أكثر الآثار الجانبية شيوعا مع الديدانوسين هي الإسهال والغثيان والقيء وآلام البطن والحمى والصداع والطفح الجلدي.  وقعت الاعتلال العصبي المحيطي في 21-26 ٪ من المشاركين في التجارب الرئيسية للديسانوزين. 
نادرا ما يتم ملاحظة التهاب البنكرياس ولكنه تسبب في الوفيات من حين لآخر، ولها وضع تحذير الصندوق الأسود.  و غيرها من الأحداث السلبية الخطيرة الأخرى هي التغيرات في الشبكية والتهاب العصب البصري وتعديلات وظائف الكبد. يتم زيادة خطر بعض هذه الأحداث السلبية الخطيرة عن طريق شرب الكحول.
في فبراير 2010 ، أصدرت إدارة الغذاء والدواء الأمريكية بيانًا بأن المرضى الذين يستخدمون ديدانوسين (فيديكس) معرضون لخطر اضطراب في الكبد نادر ولكنه مميت، ارتفاع ضغط الدم البابي غير الكبدي. 

## التفاعلات مع الأدوية
- تم تسجيل تفاعل ملحوض مع دواء ألوبيورينول ، ويجب تجنب تناول هذه الأدوية معا. [7]

- وقد ظهر انخفاض في مستويات البلازمين indinavir و delavirdine عندما تعطى في وقت واحد معديدانوسين .و يجب أن تأخذ هذه الأدوية في أوقات مختلفة. [7]

- ينبغي أن يعطى كيتوكونازول، إيتراكونازول، سيبروفلوكساسين في وقت مختلف عن وقت اعطاء الديدانوسين بسبب التفاعلات مع عامل التخزين المؤقت. [7]

- لا ينصح باستخدام الأدوية التي تحتوي على سمية متداخلة، مثل zalcitabine و stavudine. [10]

- الكحول يمكن أن يؤدي إلى تفاقم سمية الديدانوسين، ويوصى بتجنب شرب الكحول أثناء تناول الديدانوسين. [7]

## المقاومة
تتطور مقاومة الدواء للديسانوسين، على الرغم من أنها أبطأ من دواء زيدوفودين (AZT). وإن أكثر التحولات شيوعًا التي لوحظت في الجسم الحي هو L74V في جين بولس الفيروسي، والذي يمنح المقاومة المتصالبة إلى الزالسيتابين. وتشمل الطفرات الأخرى الملاحظة K65R و M184V. 

## حركية الدواء
```
يعد الامتصاص لدواء ديدانوسين عن طريق الفم منخفض نسبيا (42 ٪) 
[
7
]
 ولكن بسرعة. الغذاء يقلل إلى حد كبير من التوافر الحيوي للديسانوسين، ويجب تناول الدواء على معدة فارغة. 
[
7
]
 و يكون عمر النصف في البلازما فقط ساعة ونصف، 
[
7
]
 ولكن في اجسم داخل الخلايا أكثر من 12 ساعة. يتم تسويق الصيغة المغلفة المعوية الآن أيضًا. القضاء هو في الغالب كلوي. تفرز الكلى بنشاط ديدانوزين، حيث تكون الكمية 20٪ من جرعات الفم .
```

## التاريخ
تم تحضير دواء الديدانوسين في البداية، بواسطة (موريس روبنز ) (أستاذ الكيمياء العضوية في جامعة بريغام يونج) و R.K. روبينز في عام 1964. في وقت لاحق، وجد صامويل برودر، هيرواكي ميتسويا، وروبرت ياركوان في المعهد الوطني للسرطان (NCI) أن ddA و ddI يمكن أن يمنعوا تكرار فيروس نقص المناعة البشرية في أنبوب الاختبار وأجروا تجارب سريرية أولية تبين أن دواء ديسانوزين كان لديه نشاط في المرضى المصابين بالعدوى. فيروس نقص المناعة البشرية. نيابة عن NCI ، تم منحهم براءات على هذه الأنشطة. بما أن NCI لا تقوم بتسويق المنتجات بشكل مباشر، فقد منحت المعاهد الوطنية للصحة (NIH) ترخيصًا حصريًا لمدة عشر سنوات لشركة Bristol-Myers Squibb (BMS) لتسويق وبيع ddI كأقراص فيديكس.
أصبح ديدانوسين الدواء الثاني الذي تمت الموافقة عليه لعلاج عدوى فيروس العوز المناعي البشري في العديد من البلدان الأخرى، بما في ذلك في الولايات المتحدة من قبل إدارة الغذاء والدواء (FDA) في 9 أكتوبر 1991. وقد ساعدت موافقة إدارة الأغذية والعقاقير على خفض سعر زيدوفودين (AZT) ، الدواء الأولي لمكافحة فيروس نقص المناعة البشرية. [مصدر ضروري لتأثير التسعير.]
يحتوي ديدانوسين على استقرار ضعيف للأحماض ويتلف بسهولة بواسطة حمض المعدة. ولذلك، فإن الصيغة الأصلية التي وافقت عليها إدارة الأغذية والأدوية FDA كانت تستخدم أقراص مضغ تحتوي على مركب مقاوم للحموضة لمنع تحامض المعدة. لم تكن الأقراص القابلة للمضغ كبيرة الحجم وهشة فحسب، بل كانت أيضاً تذوبًا كريهًا، وكان مركب التخزين المؤقت يسبب الإسهال. على الرغم من أن إدارة الغذاء والدواء لم توافق على الصيغة الأصلية لمرة واحدة في اليوم، كان من الممكن لبعض الناس أن يأخذوها بهذه الطريقة.
في نهاية ترخيصها لعشر سنوات، قامت شركة BMS بإعادة صياغة Videx كـ Videx EC و منح براءة اختراع ذلك، والذي تمت الموافقة عليه من قبل منظمة الغذاء والدواء في عام 2000. الصيغة الجديدة هي كبسولة أصغر تحتوي على microspheres مغلفة بدلاً من استخدام مركب التخزين المؤقت. تمت الموافقة عليها من قبل إدارة الأغذية والعقاقير لجرعة مرة واحدة في اليوم. أيضا في نهاية فترة العشر سنوات تلك، رخصت المعاهد القومية للصحة لكانت دواء ديسانوزين لمختبرات Barr تحت رخصة غير حصرية، وأصبح ديدانوزين أول دواء مضاد للفيروس تم تسويقه في الولايات المتحدة.
انتهت إحدى براءات الاختراع لـ ddI في الولايات المتحدة في 29 أغسطس 2006 ، ولكن البراءات الأخرى تمتد إلى ما بعد ذلك الوقت .